# Teoria dos twistores
Na física teórica, a teoria dos twistores foi originalmente proposta como uma nova estrutura geométrica para a física que visa unificar a relatividade geral e a mecânica quântica. Em termos gerais, a teoria dos twistores é uma estrutura para codificar informações físicas no espaço-tempo como dados geométricos em um espaço projetivo complexo, conhecido como espaço twistor.  Ela foi proposta por Roger Penrose em 1967 como um caminho possível para a gravidade quântica e evoluiu para um ramo da física teórica e matemática.
Penrose propôs que o espaço twistor deveria ser a arena básica para a física da qual o próprio espaço-tempo deveria emergir. Isso leva a um conjunto de ferramentas matemáticas que têm aplicações em geometria diferencial e integral, equações diferenciais não lineares e teoria da representação e em física para relatividade geral e teoria quântica de campos, em particular para amplitudes de espalhamento.

## Correspondência de Twistores
Denote o espaço Minkowski por {\displaystyle M}, com coordenadas {\displaystyle x^{a}=(t,x,y,z)} e métrica Lorentziana {\displaystyle \eta _{ab}} signature {\displaystyle (1,3)}. Introduza índices de espinor de 2 componentes {\displaystyle A=0,1;\;A'=0',1',} e defina
{\displaystyle x^{AA'}={\frac {1}{\sqrt {2}}}{\begin{pmatrix}t-z&x+iy\\x-iy&t+z\end{pmatrix}}.}
O espaço twistor não projetivo {\displaystyle \mathbb {T} } é um espaço vetorial complexo quadridimensional com coordenadas denotadas por {\displaystyle Z^{\alpha }=\left(\omega ^{A},\,\pi _{A'}\right)} onde {\displaystyle \omega ^{A}} e {\displaystyle \pi _{A'}} são dois espinores de Weyl constantes. A forma hermitiana pode ser expressa definindo uma conjugação complexa de {\displaystyle \mathbb {T} } para seu dual {\displaystyle \mathbb {T} ^{*}} by {\displaystyle {\bar {Z}}_{\alpha }=\left({\bar {\pi }}_{A},\,{\bar {\omega }}^{A'}\right)} de modo que a forma hermitiana pode ser expressa como
{\displaystyle Z^{\alpha }{\bar {Z}}_{\alpha }=\omega ^{A}{\bar {\pi }}_{A}+{\bar {\omega }}^{A'}\pi _{A'}.}
Isso junto com a forma de volume holomórfico, {\displaystyle \varepsilon _{\alpha \beta \gamma \delta }Z^{\alpha }dZ^{\beta }\wedge dZ^{\gamma }\wedge dZ^{\delta }} é invariante sob o grupo SU (2,2), uma cobertura quádrupla do grupo conformado C (1,3) do espaço-tempo de Minkowski compactado.
Os pontos no espaço de Minkowski estão relacionados a subespaços do espaço de twistores por meio da relação de incidência
{\displaystyle \omega ^{A}=ix^{AA'}\pi _{A'}.}
A relação de incidência é preservada sob um redimensionamento geral do twistor, então geralmente trabalha-se no espaço do twistor projetivo {\displaystyle \mathbb {PT} ,} que é isomórfico como uma variedade complexa para {\displaystyle \mathbb {CP} ^{3}}. Um ponto {\displaystyle x\in M}assim, determina uma linha {\displaystyle \mathbb {CP} ^{1}}no {\displaystyle \mathbb {PT} } parametrizado por {\displaystyle \pi _{A'}.} Um twistor {\displaystyle Z^{\alpha }} é mais fácil de entender no espaço-tempo para valores complexos das coordenadas, onde define um plano duplo totalmente nulo que é autodual. Seja {\displaystyle x} real, então se{\displaystyle Z^{\alpha }{\bar {Z}}_{\alpha }} desaparece, então {\displaystyle x} encontra-se em um raio de luz, enquanto se {\displaystyle Z^{\alpha }{\bar {Z}}_{\alpha }} não desaparece, não há soluções e, de fato, {\displaystyle Z^{\alpha }} corresponde a uma partícula sem massa com spin que não está localizada no espaço-tempo real.

## Supertwistores
Supertwistores são uma extensão supersimétrica de twistors introduzida por Alan Ferber em 1978. O espaço do twistor não projetivo é estendido por coordenadas fermiônicas onde {\displaystyle {\mathcal {N}}} é o número de supersimetrias de modo que um twistor agora é dado por {\displaystyle \left(\omega ^{A},\,\pi _{A'},\,\eta ^{i}\right),i=1,\ldots ,{\mathcal {N}}} com {\displaystyle \eta ^{i}} anticommutação. O grupo superconformal {\displaystyle SU(2,2|{\mathcal {N}})} age naturalmente neste espaço e uma versão supersimétrica da transformada de Penrose leva classes de cohomologia no espaço do supertwistor para multipletos supersimétricos sem massa no super espaço de Minkowski. O caso {\displaystyle {\mathcal {N}}=4} fornece a meta de corda twistor original de Penrose e o caso {\displaystyle {\mathcal {N}}=8} é aquele para a generalização da supergravidade de Skinner.